# Багна
Багна (укр. Багна) — село в Вижницкой городской общине Вижницкого района Черновицкой области Украины.
Население по переписи 2001 года составляло 1009 человек. Почтовый индекс — 59208. Телефонный код — 3730. Код КОАТУУ — 7320580301.

## Название
Название происходить от болотистой местности, багна.